# Nemicolopterus
Nemicolopterus is een geslacht van uitgestorven pterosauriërs behorend tot de Pterodactyloidea dat tijdens het Vroeg-Krijt leefde in het gebied van het huidige China. De enige benoemde soort is Nemicolopterus crypticus.

## Vondst en naamgeving
De typesoort Nemicolopterus crypticus werd in 2008 benoemd en beschreven door Wang Xiaolin, Alexander Wilhelm Armin Kellner, Zhou Zhonghe en Diogenes de Almeida Campos. De geslachtsnaam betekent 'vliegende kleine bosbewoner' vanuit het Klassiek Griekse nemos, 'bos(weide)', oikeoo, 'bewonen' en pteron, 'vleugel'; de soortaanduiding 'verborgen' vanuit het Klassiek Griekse kryptos, een verwijzing naar de zeldzaamheid van kleine pterosauriërfossielen uit een beboste habitat.

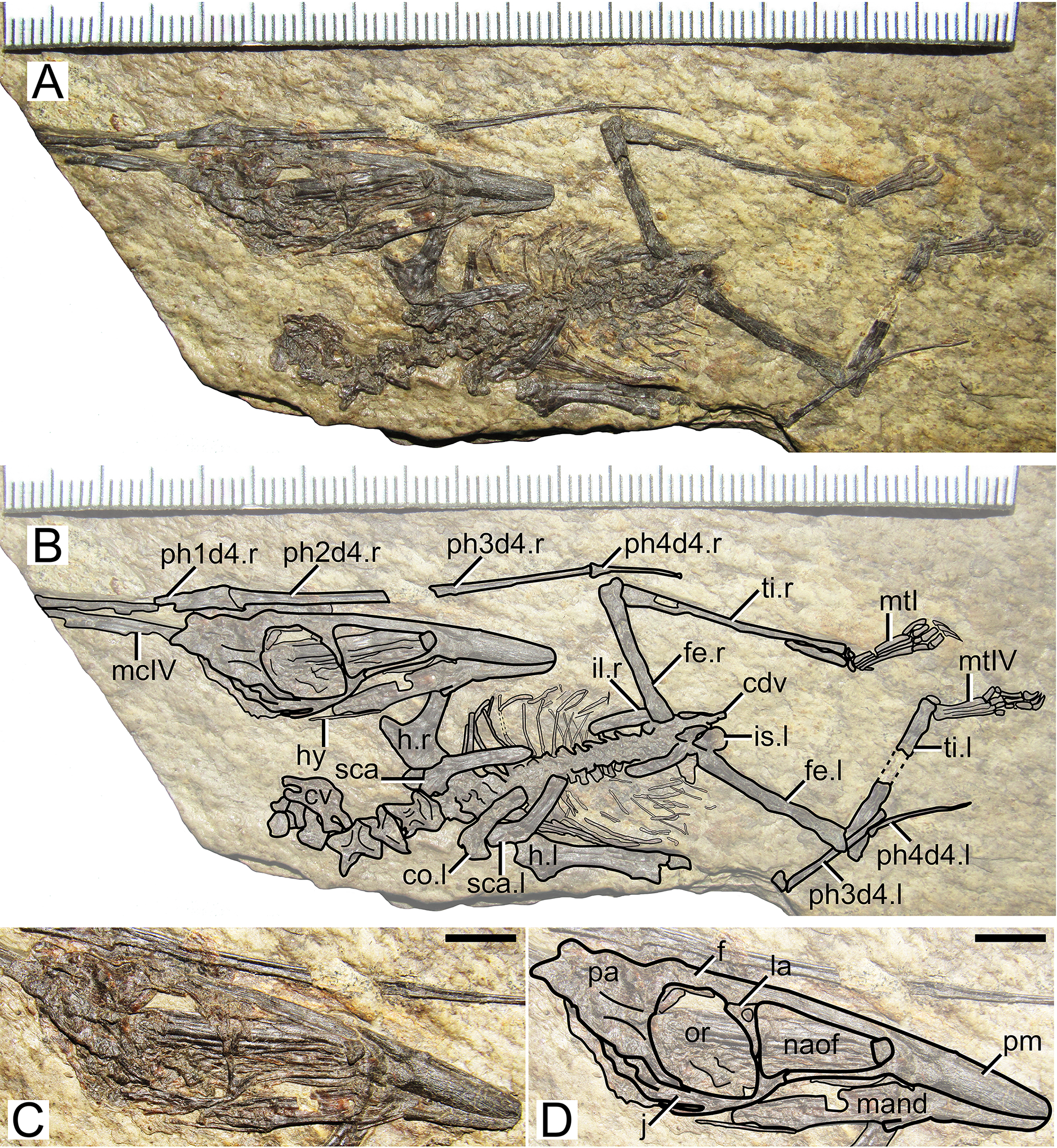
Het holotype

Het fossiel, holotype IVPP V14377, bestaat uit een vrijwel volledig skelet van een juveniel dier, dat in 2004 nabij het dorp Luzhougou in het district Jianchang als een enkele plaat gevonden werd in de Jiufotang-Formatie (Aptien, 120 miljoen jaar oud) van de provincie Liaoning waarin zich verschillende Lagerstätten bevinden met een uitstekende conservering. Slechts kleine stukjes van de vleugelvingers en het puntje van de snavel ontbreken. Resten van de zachte delen, zoals haren of vlieghuid, zijn echter niet bewaard gebleven behalve een onzekere gele substantie bij sommige botten. Het skelet ligt grotendeels in verband, zij het dat de schedel is losgeraakt en zeventien millimeter verschoven. Het specimen werd geprepareerd door Li Yutong.
In 2021 werd gesteld dat het slechts zou gaan om een jong individu van Sinopterus dongi. In 2023 werd het gezien als een nomen dubium omdat het ook nog het jong zou kunnen zijn van Huaxiadraco. Een latere studie dat jaar ontkende zowel een directe relatie met Sinopterus als Huaxiadraco.

## Beschrijving

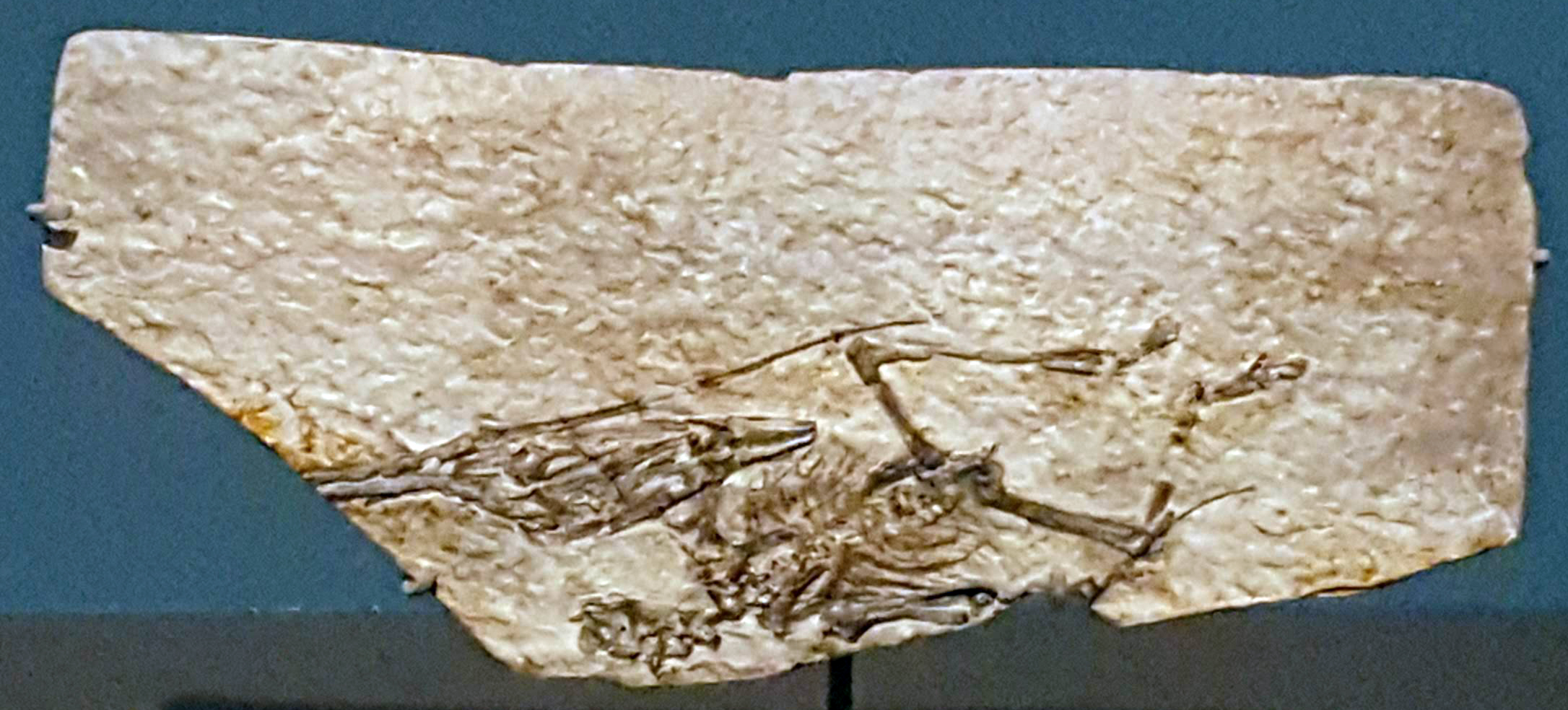
Een afgietsel van het holotype

### Grootte en onderscheidende kenmerken
Het exemplaar heeft een spanwijdte van maar 25 centimeter en de romp is slechts drie centimeter lang. Het was in 2008 het kleinste pterosauriërfossiel dat ooit in Liaoning was gevonden. Hoewel het een onvolgroeid juveniel dier betreft, concludeerde men dat Nemicolopterus een van de kleinste soorten pterosauriërs moest zijn: de verbening van het borstbeen en de buikribben wees er op dat het dier niet héél jong was.
De beschrijvers stelden, buiten de omvang, enkele onderscheidende kenmerken vast. Het neusbeen heeft aan de binnenzijde een kort, edoch niet knopvormig, uitsteeksel. Bij het opperarmbeen is de onderrand van de deltopectorale kam langer dan de bovenrand zodat het gebruikelijke profiel als van een driehoekig lemmet omgekeerd wordt. Aan de achterste onderzijde van het dijbeen bevindt zich een uitsteeksel boven het gewrichtsvlak met het scheenbeen. De voorlaatste teenkootjes, dus die waaraan de klauwen verbonden zijn, zijn sterk naar beneden, dus richting zoolzijde, gekromd. Bij de vierde teen is het voorlaatste kootje langer dan het eerste kootje.

### Skelet
De soort heeft een spitse matig lange snuit (40% van de schedellengte van 40,3 mm), is tandeloos en heeft geen kam op het hoofd. De kop heeft een driehoekig profiel in zijaanzicht, vermoedelijk eindigend in een scherpe snavelpunt. De schedel is niet extreem langgerekt, wellicht een jeugdig kenmerk. Hetzelfde geldt voor de grote oogkas die min of meer ovaal is. Dat de snuit niet zeer lang is, beperkt ook de grootte van de driehoekige schedelopening, de fenestra nasoantorbitalis. Het traanbeen wordt doorboord door een groot pneumatisch foramen. Het jukbeen en het bovenkaaksbeen raken elkaar in een dunne tak waarbij de begrenzing tussen beide onzeker is: de beschrijvers nemen aan dat het jukbeen ver onder de fenestra nasoantorbitalis doorloopt.
De tandeloze onderkaken zijn vooraan verbonden in een symfyse die 46% van de lengte van de 26,3 millimeter lange onderkaken uitmaakt. De symfyse heeft geen kiel of kam. Onderkaken en snuit hangen samen wellicht iets af. Een dun tongbeen is aangetroffen.
De halswervels zijn kort. Nekribben lijken te ontbreken en waren wellicht nog niet verbeend. De voorste ruggenwervels zijn (nog) niet vergroeid tot een notarium. Evenzeer zijn de acht sacrale wervels niet versmolten tot een synsacrum. De staart toont vier wervels en is vermoedelijk vrij kort. De eerste twee ribben zijn het stevigst. Slanke platte buikribben zijn zichtbaar, sommige in een V-patroon liggend.
In de schoudergordel zijn schouderblad en ravenbeksbeen niet vergroeid tot een scapulocoracoïde, opnieuw een jeugdig kenmerk. Het schouderblad is langer dan het ravenbeksbeen. Dit laatste loopt wel ver naar beneden door maar niet uit in een beenplaat. Het wordt doorboord door een foramen, nabij het schoudergewricht. Het borstbeen is langer dan breed.
Het darmbeen heeft een lang voorblad en een kort achterblad. Het schaambeen heeft een opvallend uitgeholde onderrand door een uitsteeksel voor de prepubis. Het zitbeen is onderaan afgerond. Het is onduidelijk of deze elementen van het bekken vergroeid zijn.
De voetklauwen zijn overdwars afgeplat.

## Fylogenie
Een cladistische analyse wees uit dat Nemicolopterus zich basaal in de Dsungaripteroidea bevindt, het zustertaxon van de Ornithocheiroidea, een groep met zeer grote vormen. Dit zag men als aanwijzing dat de verschillende groepen grote pterosauriërs zich onafhankelijk uit kleinere vormen hebben ontwikkeld.
Er bestaat een gangbare theorie dat de vogels de pterosauriërs langzaam zouden hebben verdrongen, te beginnen met de niches voor de kleinere soorten, totdat er aan het eind van het Mesozoïcum alleen nog maar reusachtige soorten pterosauriërs over waren. Het feit dat in Solnhofen, een andere Lagerstätte, maar aan het eind van het Jura, maar één vogelsoort was, Archaeopteryx, maar vele pterosauriërsoorten, terwijl in Liaoning de situatie omgekeerd is, werd als bewijs voor deze theorie aangevoerd. Nemicolopterus bewijst dat in het Vroege Krijt althans niet alle kleine soorten pterosauriërs verdwenen waren.

## Levenswijze
De beschrijvers vermoedden een insectivore levenswijze als boombewoner van de toenmalige ginkgowouden en wees op de uitzonderlijk grote kromming van de uiterste kootjes aan de tenen, nuttig bij het vastklampen van takken, om deze hypothese te ondersteunen. Nemocolopterus is de eerste pterosauriër waarbij zulke aanpassingen zijn gevonden.